# Noel Andrew Rucastle
Noel Andrew Rucastle (* 22. April 1968 in Upington) ist ein südafrikanischer Geistlicher und römisch-katholischer Bischof von Oudtshoorn.

## Leben
Noel Andrew Rucastle wuchs in Kimberley auf und besuchte das dortige St. Patrick’s Christian Brothers College. Rucastle studierte danach Rechtswissenschaft an der Universität des Freistaates in Bloemfontein. 1993 trat er in das Priesterseminar St. Francis Xavier in Kapstadt ein, wo er das Theologische Propädeutikum absolvierte. Rucastle studierte von 1994 bis 1995 Philosophie am Priesterseminar St. Peter in Garsfontein sowie von 1996 bis 1998 Katholische Theologie am Priesterseminar St. John Vianney und von 1998 bis 1999 am St. Joseph’s Theological Institute in Cedara. Er empfing am 14. Juli 2000 das Sakrament der Priesterweihe.
Nach der Priesterweihe war Noel Andrew Rucastle als Pfarrvikar in der Pfarrei Corpus Christi in Wynberg tätig, bevor er 2006 Pfarradministrator der Pfarrei St. Anthony of Padua in Kraaifontein wurde. 2006 wurde Rucastle für weiterführende Studien nach Kanada entsandt, wo er 2010 an der Saint Paul University in Ottawa ein Lizenziat im Fach Kanonisches Recht erwarb. Von 2010 bis 2012 war Rucastle Dompfarrer der St.-Mary’s-Kathedrale in Kapstadt. 2011 wurde er Offizial des Erzbistums Kapstadt. Zudem war Noel Andrew Rucastle von 2012 bis 2018 Pfarrer der Pfarrei St. Anthony in Hout Bay und seit 2018 Pfarrer der Pfarrei Our Lady of Fatima in Bellville.
Am 4. Mai 2020 ernannte ihn Papst Franziskus zum Bischof von Oudtshoorn. Der Erzbischof von Kapstadt, Stephen Brislin, spendete ihm am 8. August desselben Jahres in der St. Saviour’s Cathedral in Oudtshoorn die Bischofsweihe; Mitkonsekratoren waren der Bischof von Port Elizabeth, Vincent Mduduzi Zungu OFM, und der Bischof von Keimoes-Upington, Edward Gabriel Risi OMI.